# Owen Kline
Owen Kline (født 14. oktober 1991 i New York City i New York, USA) er en amerikansk filmskuespiller. Han er mest kendt for at have spillet hovedrollen i filmen The Squid and the Whale fra 2005. Han er søn af skuespillerne Kevin Kline og Phoebe Cates, og bror til lillesøsteren Greta Kline, der også er skuespiller.